# ألف أباد
ألف‌ أباد هي قرية في مقاطعة جلفا، إيران. عدد سكان هذه القرية هو 15 في سنة 2006.